# McLaren Solus GT
La McLaren Solus GT è una vettura sportiva  prodotta dalla casa automobilistica britannica McLaren Automotive dal 2023.
La Solus GT è la quinta vettura della famiglia McLaren Ultimate Series, dopo la Senna, la P1, la F1 e la Speedtail.

## Descrizione
Basata sulla concept car Vision Gran Turismo del 2017 creata per il videogioco Gran Turismo Sport, la vettura è stata progettata per essere guida solo ed esclusivamente in pista e limitata ad una produzione di sole 25 unità, tutte dotate di sedile modellato su misura del proprietario, tuta da gara omologata FIA, casco e un sistema HANS su misura. La vettura è stata presentata ufficialmente dapprima in forma statico prototipale alla Monterey Car Week nell'agosto 2022 e successivamente al Goodwood Festival of Speed a luglio 2023, dove ha stabilito con un tempo di 45,34 secondi il record della cronoscalata.

### Specifiche
Il motore è un V10 da 5,2 litri derivato dal motore Judd, che secondo McLaren produce oltre 840 CV e 650 Nm di coppia con limitatore fissato a 10.000 giri al minuto. Il motore è dotato di 10 corpi farfallati individuali ed alberi a camme azionati mediante cascata d'ingranaggi. La potenza viene inviata dal motore alle ruote posteriori tramite un cambio sequenziale a 7 velocità con specifiche Le Mans Prototype e la McLaren afferma che l'auto copre lo 0 a 100 km/h in 2,5 secondi, con una velocità massima superiore a 322 km/h. Il cambio è in alluminio-magnesio ed è costituito da ingranaggi a denti dritti con frizione in fibra di carbonio, che insieme con il motore, fungono da struttura portante.
Il telaio è una monoscocca in fibra di carbonio che incorpora numerosi elementi derivati dalla Formula Uno, con componenti in titanio stampati in 3D utilizzati per proteggere l'abitacolo e il roll bar, con strutture antiurto in fibra di carbonio simili a quelle che si trovano sulle monoposto di Formula Uno. L'auto è dotata di sospensioni a doppio braccio oscillante con barre di torsione pushrod nella parte anteriore e barre di torsione pull-rod nella parte posteriore, con ammortizzatori regolabili manualmente in quattro posizioni. Il tettuccio scorrevole sul tetto dell'auto si apre per consentire al conducente di salire e scendere dall'unico sedile presente nell'abitacolo del veicolo.
La carrozzeria ha un design che prende in prestito alcuni elementi dalle monoposto di Formula Uno che sfruttano l'effetto suolo. Un grande splitter anteriore, tunnel Venturi integrati nel fondo e un'ala posteriore fissa a doppio elemento si combinano per conferire alla vettura un carico aerodinamico dichiarato di circs 1200 kg alla massima velocità.